# 橋本郁雄
橋本 郁雄（はしもと いくお、1923年2月16日-2009年1月22日）は、日本のドイツ語・ドイツ文学者。学習院大学名誉教授、一橋大学元教授。ドイツ語学およびドイツ語史が専門で、特に日本の中世ドイツ語研究においては中枢を占める学者だった。また、小学館の『独和大辞典』など、独和辞典の編纂に注力した。

## 人物
鹿児島県鹿児島市皷川町出身。父は第七高等学校造士館 (旧制)漢文学教授の橋本精次。祖父の自聽（よりさと）は明治初期に東京から招かれ谷山小学校校長などを務めた人物。
鹿児島県立第二鹿児島中学校 (旧制)を経て、1942年3月に第七高等学校造士館文科乙類を卒業。1944年に東京帝国大学文学部独文科を卒業したが、学年短縮や学徒出陣在隊中の卒業のため実際に大学で学ぶことができたのはわずか1年半だった。復員後の1946年に母校・旧制第七高校のドイツ語教師となる。在職中の教え子の一人に赤崎勇がいる。新制大学移行のため1950年に旧制第七高校が閉校されると同時に鹿児島を去り熊本大学助教。1953年に一橋大学に着任し、教授。1971年に学習院大学文学部ドイツ文学科教授に転じる。1993年まで務め、同大学名誉教授。